# Кефалометрія

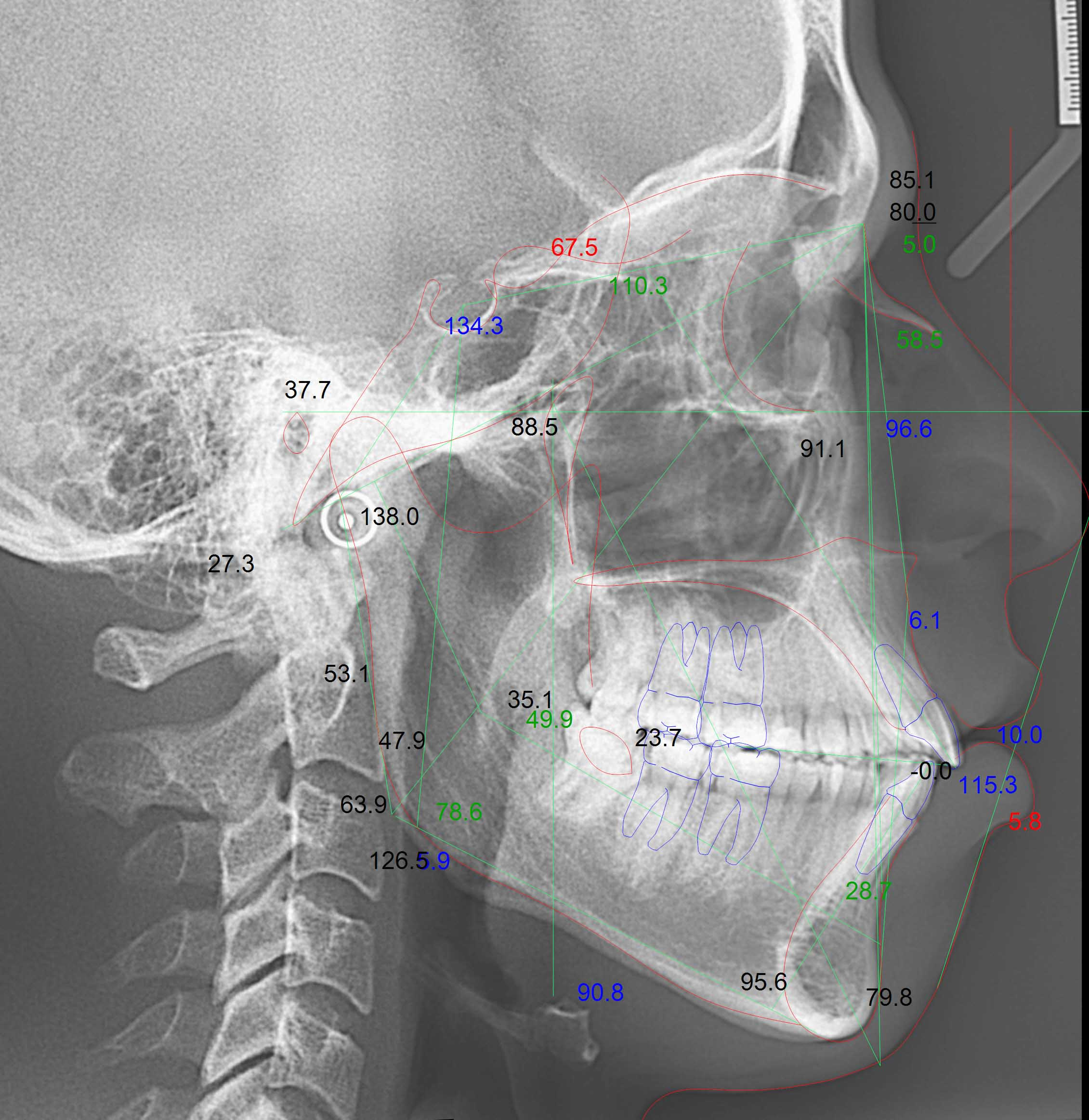
Телерентгенографія з кефалометричним аналізом

Цефалометрія, або цефалометричний аналіз — геометрична абстракція, створена ортодонтами і щелепно-лицьовими хірургами для диференціації норми від патології за допомогою тригонометричних функцій.
Цефалограма — це геометричне змалювання телерентгенограми для вивчення абстрактних закономірностей — кутових і лінійних кефалометричних параметрів.